# Karl Ludwig David von Krauß
Karl Ludwig David von Krauß (* 6. Oktober 1797 in Ludwigsburg; † 9. Januar 1886 in Stuttgart) war ein deutscher Jurist und Politiker.

## Leben
Als Sohn eines Goldarbeiters geboren, studierte von Krauß Rechtswissenschaften in Tübingen, wo er 1818 Mitglied der Burschenschaft Germania Tübingen wurde. 1924 wurde er Rechtskonsulent in Tübingen und Ludwigsburg. 1831 war er Justiziar bei der Finanzkammer Ludwigsburg und wurde dort 1839 Finanzrat. Er war von 1840 bis 1848 für Ludwigsburg Abgeordneter der Zweiten Kammer des Württembergischen Landtags. 1865 wurde er Oberfinanzrat und 1871 Direktor der Domänendirektion. 1877 ging er in den Ruhestand.

## Ehrungen
- Orden der Württembergischen Krone, Ritterkreuz 1. Klasse
- Kommentur II. Klasse des Friedrichs-Ordens